# Natalja Iwanowna Klimowa
Natalja Iwanowna Klimowa (russisch Наталья Ивановна Климова; * 27. Februar 1938 in Moskau) ist eine ehemalige sowjetische Schauspielerin.

## Leben
Natalja Klimowa besuchte nach der Schule zunächst ein Bauinstitut, wechselte aber nach einem Jahr an die Schauspielschule des Moskauer Künstlertheaters und schloss diese 1963 ab. Anschließend war sie am Theater Современник (Sowremennik) in Moskau tätig.
1963 gab Klimowa als Krankenschwester in Конец и начало (Konez i natschalo) ihr Filmdebüt und zugleich ihre erste Hauptrolle. Ein weiteres wichtiges Engagement hatte sie in Гиперболоид инженера Гарина (Giperboloid inschenera Garina, 1965). 1967 wurde die blonde Mimin einem breiten Publikum durch die Titelrolle in dem sowjetischen Märchenfilm Die Schneekönigin bekannt. Zuletzt trat sie für Tschaikowski (1970) vor die Kamera. In den 1990er-Jahren beendete Klimowa ihre Bühnenkarriere aufgrund einer Tuberkuloseerkrankung. Nach eigenen Angaben litt sie zeitweise auch unter psychischen Problemen und war bei dem bekannten Psychiater Dmitri Jewgenjewitsch Melechow in Behandlung.
Natalja Klimowa ist seit 1962 mit dem Schauspieler Wladimir Samanski (* 1926) verheiratet. Mitte der 1960er Jahre wurde sie schwanger, das Paar entschied sich aber für eine Abtreibung. Aufgrund ihrer Erkrankung bekam sie später nie Kinder. Nachdem ihr Ehemann 1998 in den Ruhestand gegangen war, ließ sich das Ehepaar in Murom nieder, wo sie noch 2020 lebten.

## Filmografie
- 1963: Konez i natschalo („Ende und Anfang“)(Конец и начало)
- 1965: Deckname Arsenij (Товарищ Арсений)
- 1965: Idu na grosu („Ich gehe in den Sturm“)(Иду на грозу)
- 1965: Giperboloid inschenera Garina („Der Hyperboloid des Ingenieurs Garin“)(Гиперболоид инженера Гарина)
- 1967: Die Schneekönigin (Снежная королева) – Regie: Gennadi Kasanski
- 1967: Perworossijanje(Первороссияне) – (Pervorossiyanye AKA Russian Pioneers)
- 1968: Skasy uralskich gor ("Märchen aus dem Uralgebirge") (Сказы уральских гор, Dokumentation)
- 1969: Snegurotschka (Снегурочка) – Regie: Pawel Kadotschnikow
- 1970: Tschaikowski (Чайковский)